# Álex Sala
Álex Sala Herrero (Barcelona, España, 9 de abril de 2001) es un futbolista español que juega como centrocampista y milita en el Córdoba C. F. de la Segunda División de España.

## Trayectoria
Álex dio sus primeros pasos en la cantera del Centre d'Esports L'Hospitalet, y tras pasar por la del F. C. Barcelona, quedándose sin ficha tras ascender al Fútbol Club Barcelona, fichó por el Girona F. C. en 2021 siendo asignado al equipo B. Debutó como profesional en el primer equipo el 14 de noviembre de 2021 sustituyendo en el minuto 92 a Ibrahima Kebe en la victoria 2-0 frente al Fútbol Club Cartagena. Disputó dos partidos más durante la temporada antes de ser cedido las dos siguientes al C. E. Sabadell F. C. y el Córdoba C. F. Con este último ascendió a la Segunda División y continuó en el equipo tras llegar a un acuerdo para su traspaso.

## Clubes
| Club                          | País   | Año       |
| ----------------------------- | ------ | --------- |
| F. C. Barcelona "B"           | España | 2020-2021 |
| Girona F. C. "B"              | España | 2021-2024 |
| C. E. Sabadell F. C. (cedido) | España | 2022-2023 |
| Córdoba C. F. (cedido)        | España | 2023-2024 |
| Córdoba C. F.                 | España | 2024-act. |